# Нераж
Нера́ж — село в Україні, у Житомирському районі Житомирської області, входить до складу Черняхівської селищної громади. Населення становить 136 осіб (2001).

## Історія
Нераж заселено 1870 року землевласниками, які за власні кошти придбали тут ділянки землі у власниці Малинського маєтку, княгині Щербатової. 1887 тут вже мешкало 38 родин — 5 дворянських і 33 міщанських, загалом 175 осіб.
У 1923—24 роках — адміністративний центр Неражської сільської ради Потіївського району

## Відомі люди
- Тишкевич Василь Антонович (1920—1986) — Герой Радянського Союзу.